# Vintén
El vintén fue una forma coloquial en la cual los uruguayos se referían a la moneda de dos centésimos. La cual existió hasta los años setenta.  

## Significado
La palabra vintén se refiere a veinte centésimos de la era lusobrasileña, en portugués << vinte centésimos >>. 

## Antecedentes
Con el surgimiento del Uruguay como estado independiente, carecía entre otras cosas de una moneda propia. Por lo tanto, durante cierto tiempo en el país, hubo monedas de diversas naciones, entre ellas de la era lusobrasileras, estas principalmente de veinte centésimos  <<Vinte centésimos>>. A partir de 1831 el país comienza a adoptar nuevas políticas monetarias y a acuñar monedas propias, una de ellas fueron los 20 centésimos de peso, que popularmente se conocieron como vintén. Posteriormente durante la Presidencia de Bernardo Berro, Uruguay adopta el sistema métrico decimal y la moneda sufre una devaluación, por este motivo las monedas de 20 centésimos pasan a ser de 2 centésimos. Aun con este cambio, los uruguayos siguieron refiriéndose a dicha moneda como el vintén. 

## En la sociedad
En la vida cotidiana de los uruguayos el vintén no sólo estuvo presente en la economía, sino en la jerga popular. Tanto es así que existieron juegos infantiles que hacían referencia al mencionado vintén de dos centésimos de peso. 

Los niños solían jugar en rondas con cánticos como: 
"A la rueda, rueda de pan y canela, dame un vintén que me voy a la escuela;
Vino la maestra, me dio un coscorrón, que viva la pipa de vino carlón." 
También, en los días posteriores a la Navidad, niños y niñas de distintos barrios o ciudades solían ubicarse en plazas, esquinas y calles con un curioso muñeco de trapo o paja simbolizando a judas, donde le solicitaban a los vecinos un vintén para el judas.
En 1951 los vecinos de la ciudad de Montevideo realizarían un plebiscito para derogar un decreto de la Intendencia de Montevideo que disponía la suba de dos centésimos de vintén al transporte colectivo y de tranvías, hecho que se denominaría como el Plebiscito del vintén.